# Чемпіонат світу з трекових велоперегонів 2016 — індивідуальна гонка переслідування (чоловіки)
Змагання в індивідуальній гонці переслідування серед чоловіків на Чемпіонаті світу з трекових велоперегонів 2016 відбулись 4 березня. Італієць Філіппо Ганна виграв золоту медаль.

## Результати

### Кваліфікація
Кваліфікація розпочалась о 10:47.
| Місце | Ім'я                     | Країна          | Час      | Відставання | Примітки |
| ----- | ------------------------ | --------------- | -------- | ----------- | -------- |
| 1     | Філіппо Ганна            | Італія          | 4:16.127 |             | Q        |
| 2     | Доменік Вайнштайн        | Німеччина       | 4:16.206 | +0.079      | Q        |
| 3     | Овейн Дал                | Велика Британія | 4:17.698 | +1.571      | q        |
| 4     | Енді Теннант             | Велика Британія | 4:18.944 | +2.817      | q        |
| 5     | Михайло Шеметов          | Білорусь        | 4:19.017 | +2.890      |          |
| 6     | Кирил Свєшніков          | Росія           | 4:19.815 | +3.688      |          |
| 7     | Ділан Кеннетт            | Нова Зеландія   | 4:19.992 | +3.865      |          |
| 8     | Майкл Хепберн            | Австралія       | 4:21.865 | +5.738      |          |
| 9     | Діон Бойкебом            | Нідерланди      | 4:24.574 | +8.447      |          |
| 10    | Томас Деніс              | Франція         | 4:25.208 | +9.081      |          |
| 11    | Жонатан Дюфран           | Бельгія         | 4:26.016 | +9.889      |          |
| 12    | Сільван Дільє            | Швейцарія       | 4:26.538 | +10.411     |          |
| 13    | Дмитро Соколов           | Росія           | 4:28.355 | +12.228     |          |
| 14    | Ремі Пеллетьє-Рой        | Канада          | 4:28.510 | +12.383     |          |
| 15    | Франк Паше               | Швейцарія       | 4:28.582 | +12.455     |          |
| 16    | Вісенте Гарсія де Матеос | Іспанія         | 4:29.483 | +13.356     |          |

### Фінали
Фінали розпочались о 19:40.
| Місце                    | Ім'я              | Країна          | Час      | Відставання |
| ------------------------ | ----------------- | --------------- | -------- | ----------- |
| Заїзд за золоту медаль   |                   |                 |          |             |
| 1                        | Філіппо Ганна     | Італія          | 4:16.141 |             |
| 2                        | Доменік Вайнштайн | Німеччина       | 4:18.275 | +2.134      |
| Заїзд за бронзову медаль |                   |                 |          |             |
| 3                        | Енді Теннант      | Велика Британія | 4:18.301 |             |
| 4                        | Овейн Дал         | Велика Британія | 4:18.476 | +0.175      |